# 2 Pomorski Pułk Chemiczny
2 Pomorski pułk chemiczny (2 pchem) – oddział wojsk chemicznych Sił Zbrojnych PRL.

## Historia
Jednostka wywodziła się ze sformowanego w 1944 roku 2 Pomorskiego samodzielnego zmotoryzowanego przeciwpancernego batalionu miotaczy ognia (JW 2543), który przeformowywano kolejno w 2 Pomorski samodzielny batalion obrony przeciwchemicznej (1945 – 1946), oraz w 2 Pomorski batalion miotaczy ognia (1946 – 1961), stacjonujące kolejno w Skierniewicach, Modlinie, Orzyszu, Działdowie i Grupie.
W 1961 jednostkę przeformowano w  2 Pomorski batalion zadymiania i miotaczy ognia  i przemieszczono do  Grudziądza. Batalion zakwaterowano w koszarach przy ul. Świerczewskiego (ob. ul. Legionów). W 1963 roku batalion zmienił nazwę na 2 Pomorski batalion zabezpieczenia specjalnego i rozpoznania skażeń, oraz uzyskał nowy numer JW 1442. W latach 1967 – 71 nastąpiło przeformowanie batalionu w 2 Pomorski pułk chemiczny. 

W 1989 roku pułk przeformowano w 2 Pomorski pułk przeciwchemiczny, a w 1995 w 2 batalion obrony przeciwchemicznej. W 2000 roku jednostkę rozformowano.

## Struktura organizacyjna
Skład 2 pułku chemicznego na podstawie Etatu 37/05:
- Dowództwo i sztab
- Laboratorium chemiczno-radiometryczne
- 2 bataliony zabiegów specjalnych a. 3 kompanie zabiegów specjalnych
- kompania rozpoznania skażeń
- kompania odkażania umundurowania
- kompania miotaczy ognia (od 1986 roku)
- kompania remontowa
- kompania zaopatrzenia
- pluton medyczny

2 pchem był jednostką mobilizującą. Na czas wojny ulegał rozformowaniu, a na jego bazie powoływano 2 Pomorską Brygadę Chemiczną dla 1 Armii Ogólnowojskowej WP w składzie:
- Dowództwo 2 Pomorskiej Brygady Chemicznej;
- 66 kompania rozpoznania skażeń;
- 88 batalion zabiegów specjalnych;
- 47 batalion zabiegów specjalnych;
- 49 batalion zabiegów specjalnych;
- 70 batalion odkażania umundurowania;
- 72 batalion zaopatrzenia i obsługi 2 BChem.

a także 30 batalion odkażania terenu i 71 kompanię odkażania umundurowania dla 4 Armii Ogólnowojskowej WP.